# Consell General de l'Indre
El Consell General de l'Indre és l'assemblea deliberant executiva del departament francès de l'Indre a la regió de Centre. La seva seu es troba a Châteauroux. Des de 1998, el president és Louis Pinton (UMP)

## Antics presidents del Consell
| Nom | Nom              | Dates de mandat | Dates de mandat | Partit  |
| --- | ---------------- | --------------- | --------------- | ------- |
|     | Max Hymans       | 1945            | 1951            | SFIO    |
|     | Vincent Rotinat  | 1951            | 1975            | radical |
|     | André Gasnier    | 1975            | 1979            | PS      |
|     | André Laignel    | 1979            | 1985            | PS      |
|     | Daniel Bernardet | 1985            | 1998            | UDF     |
|     | Louis Pinton     | 1998            | -               | UMP     |

## Composició
El març de 2011 el Consell General de l'Indre era constituït per 26 elegits pels 26 cantons de l'Indre.
| Partit                        | Sigles | Electes |
| ----------------------------- | ------ | ------- |
| Oposició (7 escons)           |        |         |
| Partit Socialista             | PS     | 7       |
| Majoria (19 escons)           |        |         |
| Unió pel Moviment Popular     | UMP    | 8       |
| Divers Droite                 | DVD    | 9       |
| Nou Centre                    | NC     | 2       |
| President del Consell General |        |         |
| Louis Pinton (UMP)            |        |         |